# Сирес (ЮАР)
Сирес (Серес, африк. и англ. Ceres) — город на юго-западе Южно-Африканской Республики, на территории Западно-Капской провинции. Входит в состав района Кейп-Вайнлендс. Является административным центром местного муниципалитета Виценберх. Состоит из трёх частей: собственно Сиреса, Белла-Висты и Ндули.

## История
Поселение, из которого позднее вырос город, было основано в 1854 году. В 1964 году Сирес получил статус муниципалитета. Название города связано с именем древнеримской богини урожая и плодородия Цереры.

## Географическое положение
Город расположен в западной части провинции, на берегах реки Бриде (Брие), на расстоянии приблизительно 91 километра (по прямой) к северо-востоку от Кейптауна, административного центра провинции. Абсолютная высота — 508 метров над уровнем моря.

## Климат
Климат города субтропический средиземноморский. Среднегодовое количество осадков — 599 мм. Наибольшее количество осадков выпадает в период с апреля по октябрь. Средний максимум температуры воздуха варьируется от 15,2 °C (в июле), до 28,2 °C (в феврале). Самым холодным месяцем в году является июль. Средняя минимальная ночная температура для этого месяца составляет 3,8 °C.

## Население
По данным официальной переписи 2011 года, в городе проживало 33 224 человека, из которых мужчины составляли 49,06 %, женщины — соответственно 50,94 %. В расовом отношении цветные составляли 61,04 % от населения города; негры — 28,73 %; белые — 8,24 %; азиаты (в том числе индийцы) — 0,39 %; представители других рас — 1,25 %. Наиболее распространёнными среди горожан языками были: африкаанс (68,56 %), коса (22,45 %), сесото (2,86 %) и английский (2 %).

## Транспорт
Через город проходят региональные шоссе R46 и R303. Имеются несколько железнодорожных станций.